# Złatnik

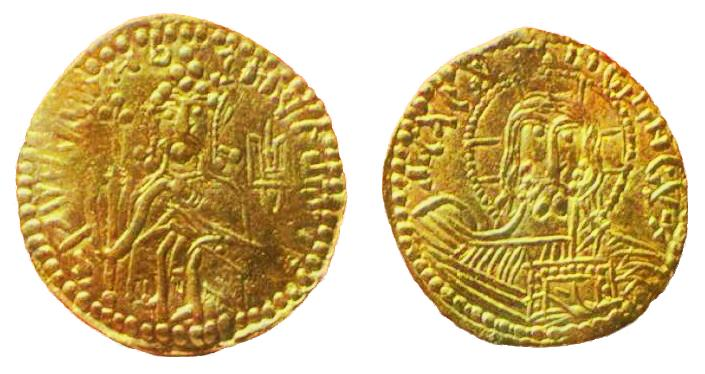
Złatnik wielkiego księcia Włodzimierza Kijowskiego

Złatnik (ros. златник) – średniowieczna złota moneta Rusi Kijowskiej.
Uważany jest za pierwszą monetę złotą wprowadzoną do obiegu przez wielkiego księcia Włodzimierza Światosławowicza i bitą w końcu X i na początku XI wieku. Właściwa jej nazwa pozostaje nieznana (określenie to stosuje się tradycyjnie w numizmatyce na podstawie wzmianki w uznanym źródle historycznym). Oprócz starannego wykonania wyróżniała ją słowiańska inskrypcja, wizerunek władcy oraz herb Rurykowiczów. Średnica krążka wynosiła 19-24 mm.   
Na awersie widniało popiersie koronowanego władcy z symbolami chrześcijańskimi i dynastycznym trójzębem, otoczone napisem ВЛАДИМИРЪ НА СТОЛЬ [Władimir na stole = Włodzimierz na tronie]; na dwóch znanych egzemplarzach występuje odmienna inskrypcja: ВЛАДИМИРЪ А СЕ ЕГО ЗЛАТО [Władimir a se jego złato = Włodzimierz, a to jego złoto]. Na rewersie umieszczono wizerunek błogosławiącego Chrystusa trzymającego w drugiej ręce księgę Ewangelii, opatrzone napisem ІСУСЪ ХРИСТОСЪ [Isus Christos]. Wyglądem i wagą, a także sposobem bicia złatnik stanowił podobieństwo bizantyjskiego solida, będąc w istocie naśladownictwem monet Bazylego II i Konstantyna VIII. Ciężar ich obu (ok. 4,2 g) stał się z biegiem czasu podstawą ruskiej (rosyjskiej) jednostki wagi – zołotnika (4,222 g), stanowiącego 1/96 funta lub 1/48 grzywny (wagowej).
Pierwszy ujawniony złatnik został nabyty w Kijowie w 1796. Łącznie odnaleziono 11 egzemplarzy tej monety (większość z nich obecnie w zbiorach Ermitażu). Dotąd sporne pozostają zarówno wielkość jego emisji, jak i zasięg obiegu. Zdaniem jednych badaczy (W.W. Zwaricz) nie odgrywał istotnej roli jako środek nabywczy, będąc raczej oznaką siły i suwerenności państwa). Zdaniem innych, m.in. jego obecność w skarbach monet z Pińska i Kinburga świadczy, że w XI wieku uczestniczył w obiegu międzynarodowym. W dziejach pieniądza złatnik stanowi dowód na przeszczepianie wzorów mennictwa bizantyjskiego do krajów pozostających w strefie kulturowych i politycznych wpływów cesarstwa.